# Saint-Pancrace, Savoie
Saint-Pancrace, Savoie là một xã thuộc tỉnh Savoie trong vùng Auvergne-Rhône-Alpes ở đông nam nước Pháp.